# Phobocampe pulchella
Phobocampe pulchella là một loài tò vò trong họ Ichneumonidae.